# Мьонджон (ван Чосону)
Мьонджон (кор. 명종, 明宗, Myeongjong, Myŏng-jong); ім'я при народженні Лі Хван (кор. 이환, 李峘, I Hwan, I Hwan; 3 липня 1534 — 3 серпня 1567) — корейський правитель, тринадцятий володар держави Чосон.
Посмертні титули — Конхон-теван, Кьонхьо-теван .